# 土耳其海峽危機
土耳其海峽危機（英語：Turkish Straits crisis）是冷战时期苏联与土耳其之间的领土冲突。第二次世界大战大部分时间里，土耳其一直保持中立。战争结束后，土耳其受到了来自苏联政府的压力，要求土耳其允许苏联船只自由通过连接黑海和地中海的土耳其海峡。由于土耳其政府拒绝了苏联的要求，该地区出现了紧张局势，导致苏联向土耳其展示海军力量。该事件后来成为出台杜鲁门主义的决定性因素。由于此次紧张局势，土耳其加入北约以获得来自美国的保护。